# École nationale des ponts et chaussées
L'École nationale des ponts et chaussées (ENPC) est l'une des 204 écoles d'ingénieurs françaises accréditées au 1er septembre 2020 à délivrer un diplôme d'ingénieur.
Créée en 1747 par Daniel-Charles Trudaine sous le nom d'École royale des ponts et chaussées afin de former les ingénieurs du corps des ponts et chaussées, elle est l'une des plus anciennes et des plus prestigieuses grandes écoles françaises. Elle est principalement connue pour sa formation d'ingénieur, dont les élèves et anciens élèves sont appelés « ingénieurs des ponts et chaussées ».
Son nom officiel est « École nationale des ponts et chaussées ». Cependant, elle est couramment dénommée par les métonymies « Ponts et Chaussées », les « Ponts », ou l’École des Ponts ParisTech, ancien nom de marque adopté de juillet 2008 à juillet 2024. Aujourd'hui située à Champs-sur-Marne au sein de la Cité Descartes, elle a le statut d'établissement public d'enseignement et de recherche, placé sous la tutelle du ministère de l’Écologie.
L'école assure depuis sa création la formation d'ingénieurs, recrutés en majorité parmi les premiers classés au concours commun Mines-Ponts au terme de deux années de classes préparatoires scientifiques. Elle forme aussi un grand nombre d'étudiants en master, mastère spécialisé, MBA et doctorat. D'une vocation initiale à dispenser une formation spécialisée dans les domaines du génie civil, de l'urbanisme et de la mécanique, elle est devenue une formation reconnue internationalement pour d'autres domaines comme les mathématiques, l'informatique et la finance.
Ses diplômés intègrent principalement les entreprises publiques et privées, les grands corps de l'État, ainsi que des institutions de recherche. L'école a formé de nombreux scientifiques de renom depuis le XVIIIe siècle jusqu'à nos jours, comme Navier, Coriolis, Saint-Venant, Cauchy, Biot, ou Fresnel parmi lesquels deux prix Nobel. Aux XXe et XXIe siècles, on retrouve ses anciens élèves à la tête de nombreuses grandes entreprises publiques et privées, en politique et au sein d'institutions internationales de recherche académique. De nombreux scientifiques de renom, souvent anciens étudiants, y ont aussi enseigné depuis sa création, comme Navier, Coriolis, Minard, Mesnager, Blondel, Clapeyron, Caquot ou Salençon.
L'École des Ponts est membre fondateur de ParisTech et est intégrée à l'Institut polytechnique de Paris depuis juillet 2024. Elle dispose d'un important réseau d'universités partenaires : 43 % des étudiants obtiennent un double-diplôme à l'international, 30 % d'une promotion du cycle ingénieur provient de l'étranger.

## Histoire

### Origines
En 1716 est créé sous le règne de Louis XV le Corps des ponts et chaussées, chargé d'assurer la création d'un véritable réseau routier national. « Un inspecteur général des ponts et chaussées du royaume, un architecte et premier ingénieur des ponts et chaussées, trois inspecteurs desdits ponts et chaussées, et vingt-et-un ingénieurs des ponts et chaussées » le composeront. Ceux-ci sont recrutés un par un, jouissent d'une grande autonomie, et ne bénéficient pas d'une formation commune. Afin de renforcer la cohérence du projet, un arrêt du conseil du roi décide, en 1744, de la création du Bureau des dessinateurs du Roi qui sera dirigé par Daniel-Charles Trudaine à Paris, destiné à examiner et revoir tous les plans de routes à construire dans le royaume de France. Le 14 février 1747, un arrêt du conseil du roi décide de la mise en place d'une formation spécifique pour ces ingénieurs d’État. L'École royale des ponts et chaussées est créée, où seront recrutés les futurs dessinateurs du Bureau. Cet arrêt est considéré comme l'acte fondateur de l'école, dont l'appellation sera progressivement utilisée indistinctement avec celle du Bureau. Seize articles forment les instructions détaillées données au personnel de l'école par Jean-Baptiste de Machault d'Arnouville le 11 décembre 1747, qui divise les élèves en trois classes "suivant leurs talents et leurs capacités".
Le nom d'« école royale » est définitivement utilisé le 19 février 1775 par Anne Robert Jacques Turgot qui écrit le nouveau règlement de l'école (Instruction concernant la direction des élèves des sous-ingénieurs et des inspecteurs des ponts et chaussées).
Il s'agit alors du début du contrôle progressif et efficace par l'État de la construction des routes, ponts et canaux et de la formation des ingénieurs du génie civil pour l'aménagement du territoire. Auparavant, seigneurs, guildes et ordres monastiques partageaient avec l'État cette compétence et le recrutement des techniciens se faisait au coup par coup.
Le premier directeur, en place de 1747 à 1794, fut Jean-Rodolphe Perronet, ingénieur, administrateur et érudit participant notamment à l'élaboration de l'Encyclopédie. Sans enseignant, la cinquantaine d'élèves, dont Philippe Lebon, Jacques-Henri Bernardin de Saint-Pierre, Pierre-Simon Girard, Gaspard de Prony, Pierre Méchain et Nicolas Brémontier, était dans un premier temps formée par auto-apprentissage dans les domaines de la géométrie descriptive, l'algèbre, la mécanique, l'hydraulique. La visite de chantiers, des collaborations d'apprentissage auprès des savants et seigneurs et la participation au levé de la carte du royaume complétaient leur formation, d'une durée de quatre à douze ans. S'y dessine bientôt une véritable doctrine routière issue des sciences.
Après la Révolution française, l’École royale des ponts et chaussées, parfois appelée simplement École des ponts et chaussées devient temporairement l’École nationale des ponts et chaussées avant de devenir l'École impériale des ponts et chaussées sous Napoléon, puis retrouvera son nom d'"école nationale" qu'elle portera jusqu'au XXIe siècle.
L'accroissement des prérogatives des ingénieurs des ponts et chaussées, portant progressivement sur tout projet d'aménagement du territoire, entraîna l'apparition lors de la Révolution française de critiques envers une politique perçue comme étant autoritaire.
À partir de la création de l'École centrale des travaux publics - qui sera renommée par la suite École polytechnique - en 1794, l’École nationale des ponts et chaussées en devient une école d'application et en accueille les diplômés, qui sont répartis dans les différents grands corps techniques de l’État sur la base de leur classement de sortie.

### DuXIXeauXXesiècle

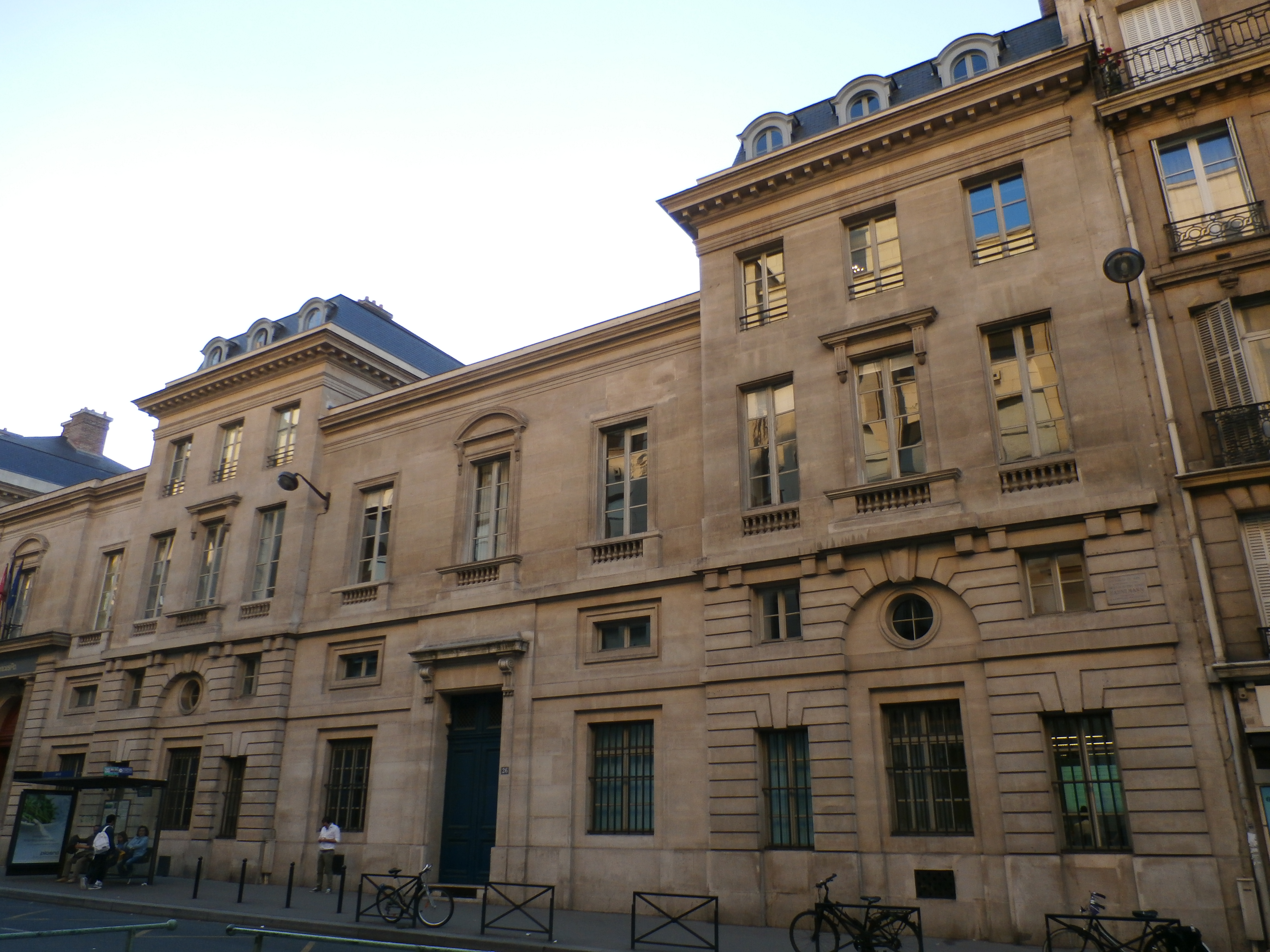
Anciens locaux de l'École des Ponts rue des Saints-Pères, Paris 6e.

Sous le Premier Empire, de nombreux ingénieurs des ponts et chaussées (Eugène Belgrand, Jean-Baptiste Biot, Augustin Louis Cauchy, Gaspard-Gustave Coriolis, Jules Dupuit, Augustin Fresnel, Louis-Joseph Gay-Lussac, Henri Navier, Eustache Saint-Far, Louis Vicat) participèrent à la reconstruction du réseau routier, non entretenu durant la Révolution, et aux nombreux projets d'aménagement d'envergure, notamment hydrauliques et portuaires. Cet accroissement des travaux et de leur complexité imposa une adaptation de l'enseignement de l'école, qui devait également faire face à l'apparition d'une société où l'industrialisation et la mobilité faisaient leur entrée. L'école se dote d'un premier laboratoire, le « laboratoire des chaux et ciments », dès 1830.
Un décret de 1851 définit l'organisation des cours, la rédaction d'un emploi du temps annuel, la qualité des professeurs et le contrôle du travail des élèves. De plus, il ouvrit l'école aux élèves non-issus de l'École polytechnique, qu'ils soient français ou étrangers, et aux auditeurs libres. Cette ouverture à des élèves issus d'une formation initiale différente mena à la mise en place d'un cours préparatoire en 1875.
Le développement des infrastructures et réseaux de déplacement de la fin du XIXe siècle fut fortement marqué par des ingénieurs des ponts et chaussées devenus célèbres : Henri Becquerel, Fulgence Bienvenüe, Albert Caquot, Sadi Carnot, Clément Colson, André Coyne, Eugène Freyssinet, Jean Résal, Paul Séjourné, Paulin Talabot. La vocation initiale de formation des ingénieurs du réseau routier s'étend progressivement aux chemins de fer et à toutes les voies navigables (travaux fluviaux, développement des ports). C'est à cette époque que les traits caractéristiques de l'école furent quasi-définitivement établis, en dehors des adaptations aux progrès des techniques et des créations de chaires d'enseignement nouvelles, telles que l'électricité appliquée, l'économie politique, l'économie sociale, l'urbanisme, ou les bases aériennes. Le décret d'organisation du 18 juillet 1890 du président et ancien élève Sadi Carnot portant organisation de l’École des Ponts et Chaussées prévoit que « l'enseignement de l'école a pour objet la construction et l'entretien des routes, des chemins de fer, des canaux, des ports maritimes, des ouvrages destinés à assurer la navigation et le régime des eaux sur les fleuves et rivières et, en général, tout ce qui se rapporte aux voies de communication par terre et par eau ».

### La Première Guerre mondiale
La défaite de la guerre franco-allemande de 1870 a marqué les esprits en France et, très vite, la volonté d’une revanche et la conscience d’une insuffisance en matière militaire conduisent le gouvernement français à prendre des mesures. Dans la loi militaire qui s’élabore dans les années 1870, les grandes écoles techniques n’échappent pas à ce mouvement. En effet, le ministre de la Guerre se propose d’y inscrire la possibilité de conférer des emplois d’officiers dans l’armée territoriale aux ingénieurs des ponts et chaussées assujettis, comme tous les français, au service militaire jusqu’à l’âge de 40 ans, et de les placer à la tête de compagnies auxiliaires du génie qu’ils commanderaient en cas de mobilisation. Cela signifie l’introduction dans la scolarité d’un cours de fortification qui pourrait être assuré par des officiers du génie de Paris. Suivant déjà des cours sur tout ce qui est relatif aux travaux, seul un petit nombre de leçons serait nécessaire aux élèves de l'école.
Un cours d'art militaire et fortifications est dispensé entre 1873 et 1910 par le colonel Usquin (1873-1878), le capitaine Laurent (1879-1881), le lieutenant-colonel Hennebert (1881-1882), le colonel Tartrat (1882-1889), le colonel Duval-Larguierce (1890-1895), le colonel Guinot (1895-1898), le colonel Ancelle (1899-1901) et le commandant Maurial (1902-1910). L'enseignement, commun aux élèves de l'École des mines et des ponts, se tient à dans les locaux de la rue des Saint-Pères. De plus, le directeur Charles Jégou d’Herbeline instaure à partir de 1878 pendant chaque mission des élèves un stage d’un mois dans un régiment du génie.
Pendant la Première Guerre mondiale, tous les élèves en âge de combattre sont appelés au front. L'école ferme ses portes pendant 4 ans et 6 mois. Le 18 août 1914, le directeur Auguste Kleine déclare au conseil que « l’École des ponts et chaussées, à cette heure de réparation nationale, peut se dire qu’elle se présentera aux camarades futurs comme ayant su, à tous les degrés, faire largement son devoir ». Le personnel enseignant et administratif n'étant pas en âge de combattre reste néanmoins actif, et les locaux institutionnels accueillent différents organismes au service de l'armée : l'Union pour l’organisation du travail (qui confectionne des vêtements pour les services de l’intendance), la Commission consultative médicale (qui établit les dossiers de pension des militaires blessés et des familles pour les soldats décédés), le Service de la statistique médico-chirurgicale de l’armée, et le Comité de rédaction du Bulletin des armées.
En 1917, en vue de parer à une crise du cuivre, le ministre des Fabrications et de l’Armement Albert Thomas rend obligatoire la déclaration par toute entreprise de la détention de cuivre si celle-ci est supérieure à cinq cent kilogrammes. Les établissements de l’État ne sont pas concernés, mais l’école signale néanmoins la présence dans ses murs d’un stock de cuivre rouge de plus de trois tonnes et demi pouvant être mis à la disposition de l'armée pour faire face aux pénuries.
Le 19 février 1919, le président du Conseil et ministre de la guerre Georges Clemenceau et le chef d’État-major Henri Alby décident que "les militaires déjà reçus à l’École Nationale des Ponts & Chaussées qui n'ont pu commencer leurs études ou les y achever, [sont] autorisés" à réintégrer l'école, plaçant les élèves en congé illimité sans solde ou en sursis, à partir du le 15 mars 1919. Les premières promotions de l’immédiat après-guerre, notamment celle de 1919, sont pléthoriques et hétéroclites. Elles rassemblent les jeunes élèves de l’année en cours, avec les récents démobilisés des promotions décimées, entrées en 1911, 1912, 1913 et 1914. Les blessés ou mutilés de guerre reviennent progressivement à l'école, mais devront parfois interrompre leurs études à nouveau pour raisons de santé.
Après la signature de l’Armistice, des soldats du corps expéditionnaire américain se retrouvent sans activité en Europe. Parmi eux, les plus jeunes étudiants sont provisoirement admis dans des écoles. L’école en accueille ainsi un certain nombre jusqu’au début de l’été 1919, et reçoit pour cela les remerciements de l'armée américaine du colonel Charles Wesley Exton.
Le 16 novembre 1915, l’école a la « douloureuse fierté de figurer au premier rang parmi les grandes écoles pour les pertes et pour les distinctions : 54 citations à l’ordre du jour et 8 croix de chevalier ». Fin 1917, le directeur Auguste Kleine annonce qu’un élève sur six est tombé au champ d’honneur depuis le début de la guerre ainsi que cinq membres du personnel.
Le 10 novembre 1920 a lieu la cérémonie de mémoire, sous la présidence d’Yves Le Trocquer, ministre des Travaux Publics. Les noms des élèves et du personnel morts au champ d’honneur sont gravés en lettres d’or sur les faces est et ouest de l’obélisque en granit qui s’élève au centre du jardin intérieur de l'école, rue des Saints-Pères. Ils rejoignent ceux des morts de la guerre de 1870. La cérémonie ayant lieu deux ans après la fin des hostilités, sont inscrits sur le monument les noms des élèves morts pendant la guerre et de ceux qui sont morts de leurs blessures jusqu’à cette date. 39 des 158 élèves que comptait l’école en août 1914 sont morts pour la France, ainsi que 4 membres du corps enseignant et un membre du personnel.

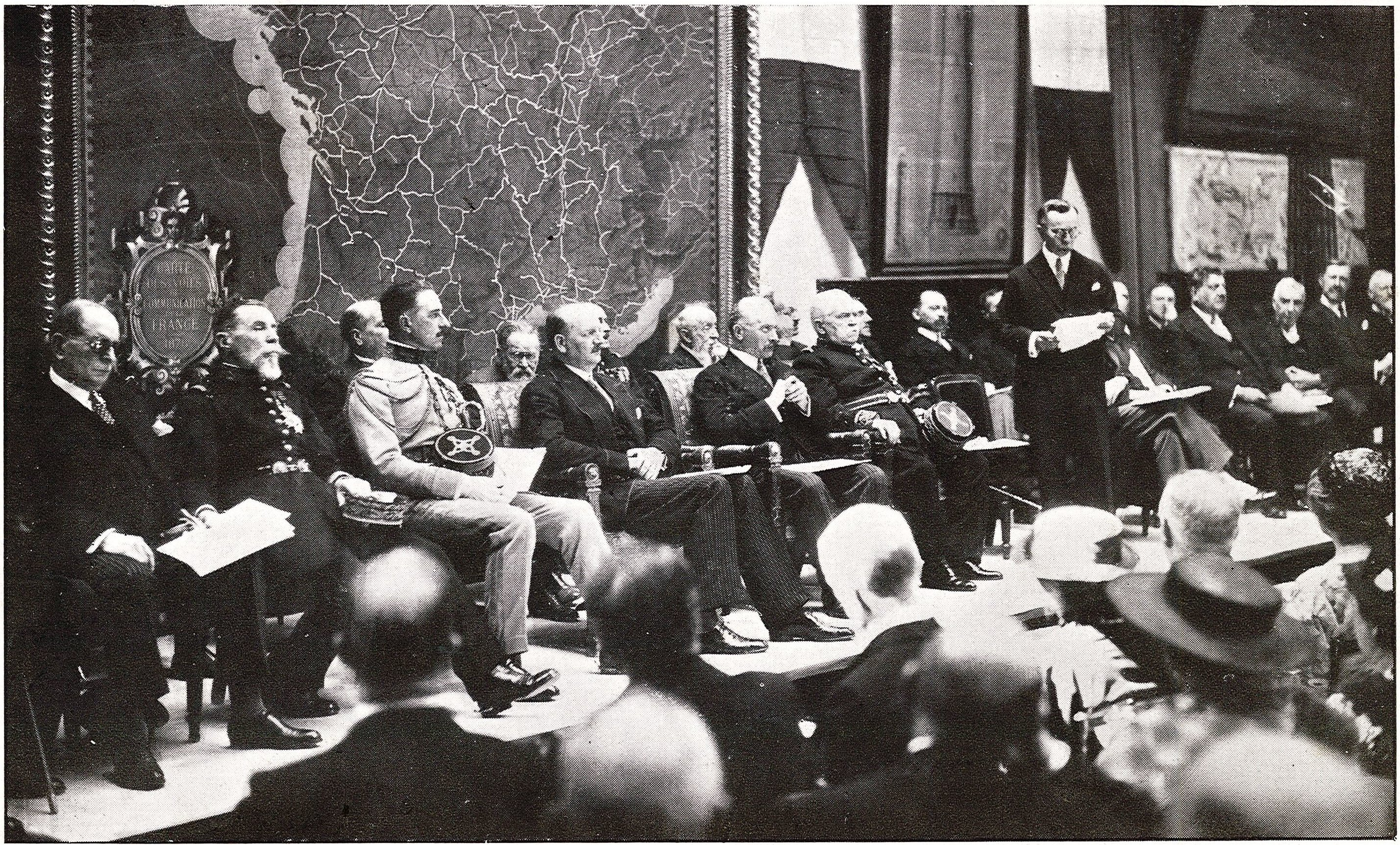
Discours de Louis Suquet lors de la remise de la Légion d'honneur aux élèves de l’École nationale des ponts et chaussées (1924?).

Le 5 octobre 1925, le président du conseil et ministre de la Guerre Paul Painlevé cite les élèves à l’ordre de l’armée. Le même jour, un arrêté leur attribue la Croix de guerre, solennellement remise par le maréchal Joffre le 26 juin 1926. Les élèves sont décorés de la Légion d’honneur par le président de la République Albert Lebrun le 30 juin 1934, au cours d'une cérémonie dans la galerie des modèles de l’école, après les discours de Louis Suquet, 21e directeur de l’École, Maurice d’Ocagne, professeur de topométrie, Édouard Joyant, président de l’Association professionnelles des ingénieurs des ponts et chaussées et des mines, Paul Ferrus, président de l’Association amicale des ingénieurs anciens élèves de l’École, et Pierre-Étienne Flandin, ministre des Travaux publics.

### La Seconde Guerre mondiale
Les élèves de l'école sont directement impliqués lorsque la Seconde Guerre mondiale éclate. De nombreux étudiants ou anciens élèves participent à la résistance à l'intérieur du pays ou à l'étranger, et seront nommés Compagnons de la Libération après 1945[réf. nécessaire].
En 1954, la Croix de guerre avec palme est remise à l'école par le général Clément Blanc, sur proposition du secrétaire d’État à la guerre Pierre de Chevigné du 9 mars 1953 : « École de formation qui, déjà décorée de la Légion d’honneur, et de la croix de Guerre 1914-1918, s’est acquis au cours de la période 1939-1945 de nouveaux titres à la reconnaissance du pays. A pris une part essentielle à la lutte menée contre les forces de l’Axe, tant sur les champs de bataille que dans la clandestinité, ainsi qu’en atteste le chiffre de ses 57 élèves et anciens élèves morts pour la France ».

### Après la Seconde Guerre mondiale
Après la Seconde Guerre mondiale, l'école s'ouvre au monde économique et industriel et accroît sensiblement les effectifs d'élèves et d'encadrement, répondant à la demande croissante d'ingénieurs tant pour le corps des ponts et chaussées que pour le secteur privé. Une importante diversification des enseignements eut également lieu.
L'année 1983 est marquée par d'importantes réformes portant sur le recrutement, le programme, les méthodes pédagogiques et les liaisons avec la recherche et les entreprises et par l'apparition de formations continues. De plus, le laboratoire de recherche, supprimé après la Seconde Guerre mondiale, est réintroduit dans l'école pour répondre au besoin de lier enseignement et recherche.
Par ailleurs, l'École des Ponts fait partie des pôles de recherche et d'enseignement supérieur ParisTech et université Paris-Est. Elle est aussi membre du réseau TIME (Top Industrial Managers for Europe), de l'EUCEET, l'IDEA League et du PFIEV. L'École de Ponts est également membre fondateur de la Paris School of Economics avec l'ENS Ulm, l'École des hautes études en sciences sociales, la Sorbonne, l'INRA et le CNRS.
L'appartenance à ParisTech permet aux élèves de l'École d'effectuer des options ou une partie de leur cursus dans une autre école du réseau. Elle permet aussi le lancement de projets de recherche, de formation et d'entrepreneuriat communs. Sur le plan associatif, elle est aussi l'occasion de rencontres sportives pluriannuelles avec les autres écoles du groupe (Tournoi ParisTech).
À compter de 2011, l'École des ingénieurs de la ville de Paris (EIVP) lui est rattachée au titre de l'article L.719-10 du code de l'éducation.
Le 15 juillet 2024, l'école intègre l'Institut polytechnique de Paris.

### Implantation et locaux

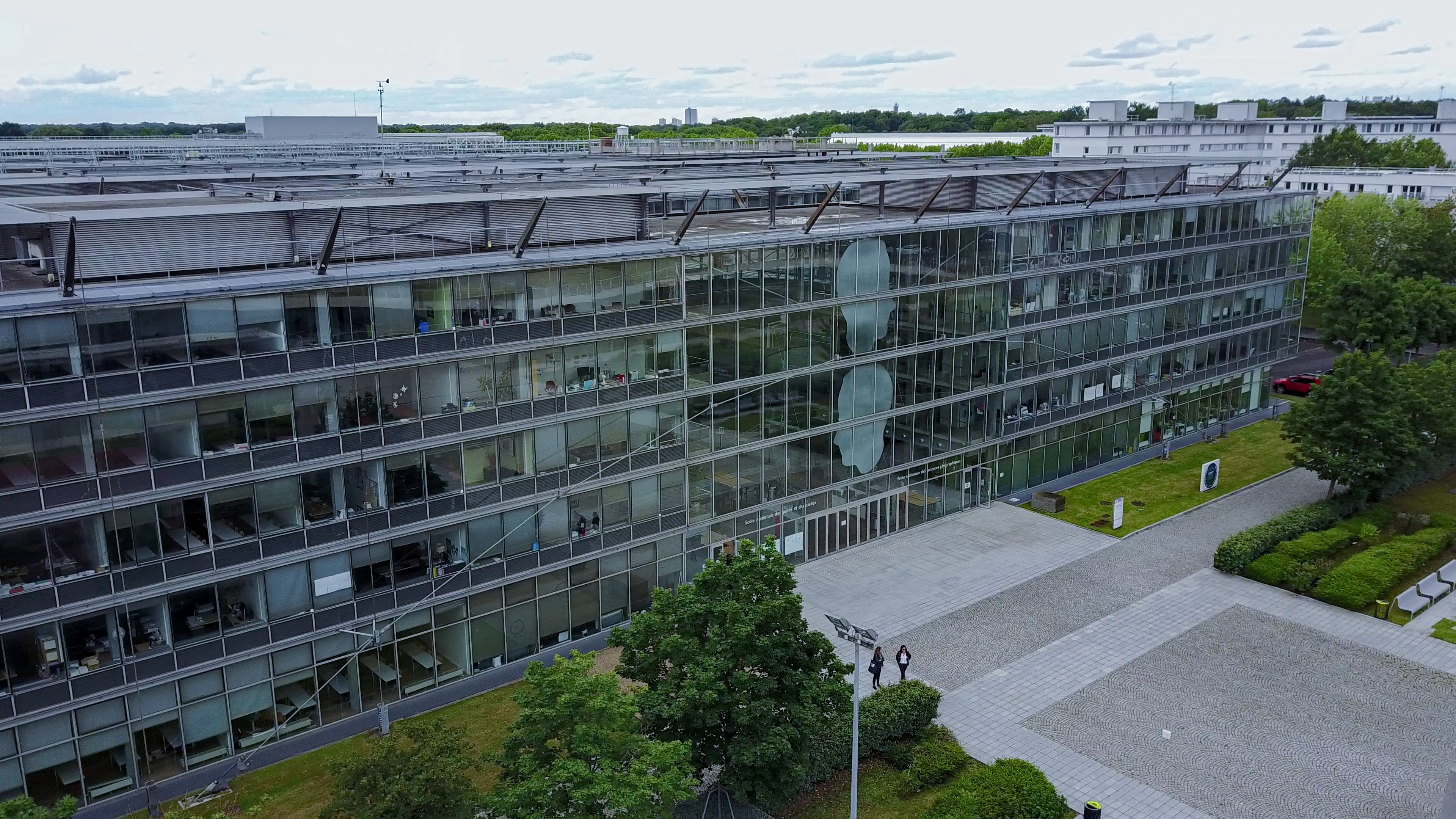
Bâtiment Carnot

Au XVIIIe siècle l'école des Ponts et Chaussées et l'intendance des Ponts et Chaussées occupent un immeuble rue Saint-Lazare l'hôtel des Eaux érigé en 1788 par Henry. De 1815 à 1829 l'école royale des Ponts et Chaussées dirigée par Gaspard de Prony occupe l'Hôtel Carnavalet dans le Marais où il fait construire dans le jardin des laboratoires. De 1829 à 1997, l'école occupe l'hôtel de Fleury, construit en 1768 par l'architecte Denis Antoine, au 28 rue des Saints-Pères à Paris. À partir de 1997, l'école déménage la majorité de ses activités dans la périphérie de Paris, à Champs-sur-Marne sur le site du campus de la Cité Descartes, mais conserve également son implantation rue des Saints-Pères. En septembre 2008, le bâtiment parisien est cédé à l'Institut d'études politiques de Paris. L'école possède toujours une implantation dans Paris intra-muros, d'abord au 15 rue de la Fontaine-au-Roi, puis au 42 rue Boissière, la Maison des Ponts, structure accueillant l'association des anciens (Ponts Alliance), plusieurs autres entités liées (Ponts Formation Conseil, École des Ponts Business School), et l'UniPEF (Union des ingénieurs des ponts, des eaux et des forêts).

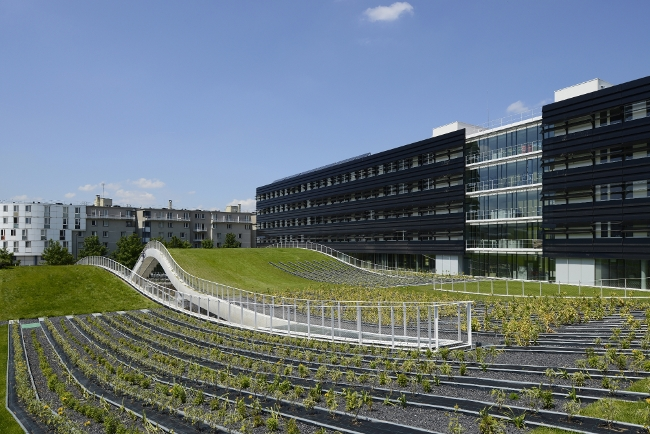
Bâtiment Bienvenüe

Le bâtiment principal de l'école sur le campus de la cité Descartes est le bâtiment Carnot. Il est constitué de trois longues barres vitrées parallèles, traversées par un atrium formant un grand hall et six ailes perpendiculaires. Il accueille les amphithéâtres Cauchy et Picard, la bibliothèque Lesage, les salles de cours et une partie des laboratoires. Il a été conçu par l'atelier Chaix et Morel et construit entre 1989 et 1996 à la demande du ministère de tutelle. Il occupe 30 000 mètres carrés. Une partie de l'aile Cassini est occupée par l'École nationale des sciences géographiques de l'IGN.

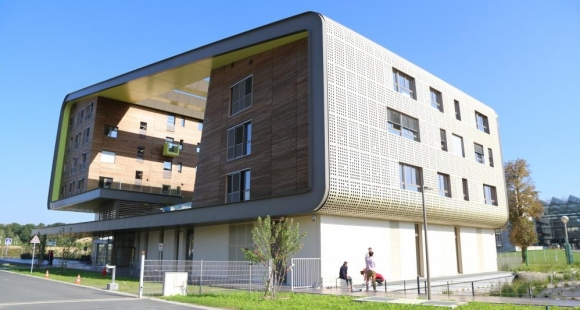
Bâtiment Coriolis

En 2013, le campus de l’école s'agrandit, avec la construction de deux bâtiments supplémentaires. Le premier, "Bienvenüe", est conçu par l'architecte Jean Philippe Pargade en association avec le paysagiste David Besson-Girard. Il accueille une partie des laboratoires de l'école et de l'Institut français des sciences et technologies des transports, de l'aménagement et des réseaux (IFSTTAR). Ce dernier devenu partie intégrante de la nouvelle université Gustave Eiffel.
Le second, d'abord intitulé "Descartes +" puis renommé "Coriolis" est un bâtiment à énergie positive (BEPOS +32 %) construit à partir de matériaux biosourcés (bois et ouate de cellulose) et mis en œuvre par Jean-Luc Sandoz. Le bâtiment accueille certains laboratoires et salles de cours ainsi que le grand amphithéâtre Caquot. Il a reçu le premier prix des "Trophées de l’ingénierie performante" organisé par l’association ICO et le magazine CFP.

### Identité visuelle
Le logotype de l’École nationale des ponts et chaussées est un triangle de Sierpiński à deux itérations tracé sur un triangle équilatéral. Les couleurs utilisées sont bleu Pantone 424C pour le triangle fractal, 3125C pour les mots "École des Ponts", gris 60 % pour "Paris" et gris 100 % (noir) pour "Tech".

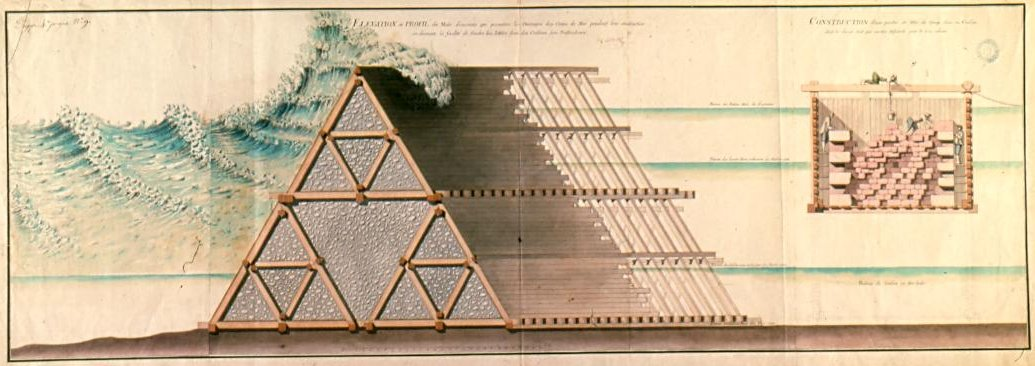
Utilisation d'un triangle de Sierpiński d'ordre deux en 1776 par l'ingénieur Louis-Alexandre de Cessart
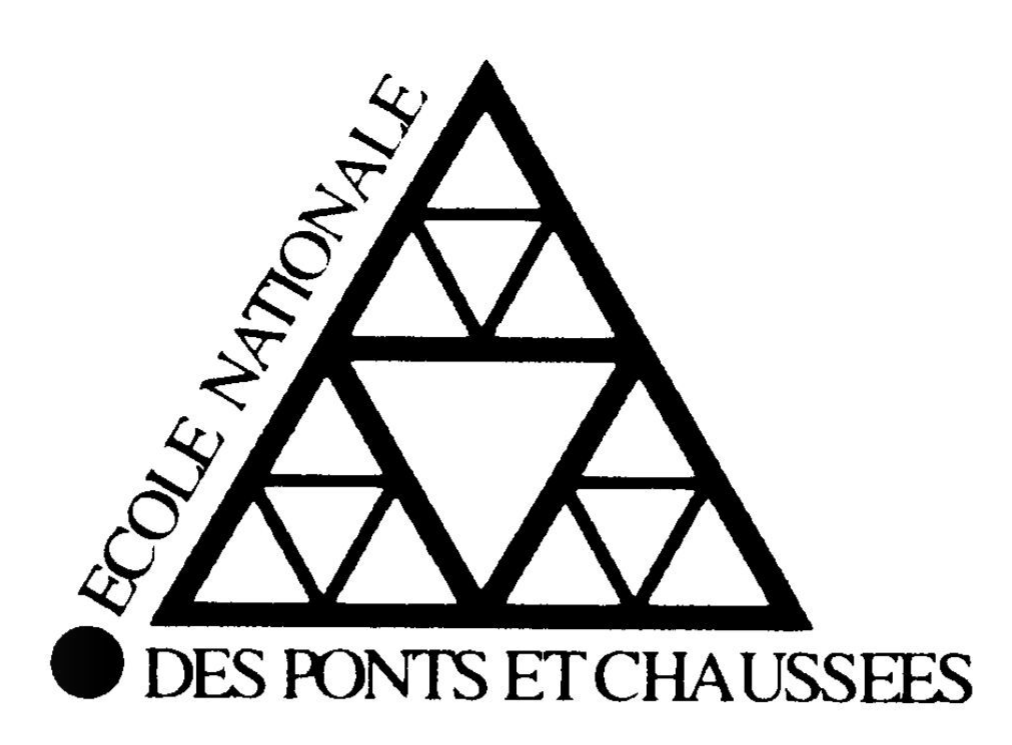
Ancien logo
Logo de 2007 à juillet 2024
Logo depuis juillet 2024

L'utilisation de ce tracé comme logo apparaît au XXIe siècle. L'utilisation d'un triangle d'ordre 2 est néanmoins classique en génie civil, bien antérieur à sa théorisation par le mathématicien Wacław Sierpiński en 1915. Une structure similaire est par exemple dessinée par l'ingénieur des ponts et chaussées Louis-Alexandre de Cessart lors d'un concours pour la digue du port de Dieppe dès 1776. Cette illustration historique sera utilisée sur les diplômes remis aux élèves-ingénieurs dans les années 2000.

## Enseignement

### Formations à l'école

Grand hall de l'École

L'École des Ponts ParisTech est une école généraliste, dont l'offre de formation s'étend dans de nombreux domaines représentés par les six départements d'enseignement.
La formation principale et historique de l'École est le cursus ingénieur, qui mène au diplôme d'ingénieur (équivalent d'un Master of Science dans les pays anglo-saxons), accessible sur concours après deux ans de classes préparatoires ou par admission parallèle depuis l'université.
D'autres types de formation sont proposés :
- le master
- le mastère spécialisé® (MS)
- le doctorat
- la formation des ingénieurs-élèves fonctionnaires du corps des ponts, des eaux et des forêts (IPEF)
- la formation des architectes et urbanistes de l'État (AUE)
- le MBA de l’École des Ponts Business School

### Formation d'ingénieur

#### Recrutement
Les élèves-ingénieurs intègrent l’École majoritairement au terme de classes préparatoires scientifiques (MP, PSI, PC) à travers le concours Mines-Ponts, par le concours de la Banque PT ou par le concours Inter-ENS de la filière BCPST. Le concours Mines-Ponts prévoit l'ouverture d'une place en filière TSI en 2025. Quelques places sont chaque année ouvertes à des élèves issus d'admissions parallèles pour les étudiants issus de l'université (admission sur titre). En deuxième année, la taille de la promotion est doublée avec l'arrivée d'étudiants étrangers, dont la majorité vient effectuer un double diplôme à l'École des Ponts ParisTech.
Ingénieurs du Corps des Ponts
L'École des Ponts ParisTech forme les ingénieurs du Corps des ingénieurs des Ponts, des Eaux et des Forêts (IPEF) depuis 2009. Le corps des IPEF recrute majoritairement des élèves issus de l'École polytechnique. Il recrute également parmi les élèves des Écoles normales supérieures, d'Agro ParisTech et d'autres grandes écoles scientifiques (dont fait partie l’École des Ponts).
Les ingénieurs du corps rejoignent majoritairement les deux ministères de rattachement (Ministère de la Transition écologique et de la Cohésion des territoires et Ministère de l'Agriculture, et de la souveraineté Alimentaire), ainsi que le Ministère de l'Économie et des Finances, les collectivités, les établissements et entreprises publics et des organismes internationaux.
Architectes Urbanistes de l'État
L'École accueille les agents du Corps des architectes urbanistes de l'État (AUE). Ils sont formés, pour une partie de leur cursus, conjointement avec les IPEF. Le corps des architectes urbanistes de l'État se compose majoritairement d'architectes, qui disposent déjà pour la plupart d'une expérience professionnelle riche et variée. Les architectes urbanistes de l'État sont destinés à rejoindre leur ministère de rattachement (Écologie, Logement, de la Ville et ministère de la Culture).

#### École des Ponts Business School
L'École des Ponts Business School est une entité créée en 1987 ayant vocation à dispenser un enseignement de gestion des entreprises. Installée sur le campus de l'École à Champs-sur-Marne ainsi que dans le 12e arrondissement de Paris, elle propose :
- un MBA à temps plein, en management de l'innovation (full-time MBA in Innovation Management)[23]
- un MBA en formation continue (Global Executive MBA) en double-diplôme avec la Fox Business School de Temple University[24]
- un doctorat en administration des affaires, en formation continue (Executive DBA)[25]
- des programmes de management en formation continue (Executive Education)
- une initiation à la gestion d'entreprise (Certificate in International Management)

Les élèves visés par les programmes de MBA sont des experts techniques (ingénieurs développement, ingénieurs de recherche) ou des cadres au sein d'entreprises. Les programmes en formation continue ont vocation à être suivis parallèlement à une activité professionnelle : le programme Global Executive MBA occupe un weekend par mois pendant 18 mois à 2 ans, et le programme de doctorat Executive DBA dure environ 3 ans (avec 4 semaines de cours résidentielles). Ce dernier a vocation à accueillir des cadres en activité déjà diplômés d'un MBA ou diplôme équivalent, et s'appuyant sur dix ans d'expérience professionnelle,
Le programme d'initiation à la gestion d'entreprise (Certificate in International Management, abrégé "cIM") est un cours facultatif destiné aux jeunes élèves-ingénieurs de l'École des Ponts ParisTech et d'écoles du réseau ParisTech. Il regroupe des enseignements théoriques et pratiques de gestion des affaires (entrepreneuriat, management, stratégie, comptabilité, finance, management des opérations, management de l'innovation et de la technologie, marketing), organisée un week-end par mois.
Enfin, en décembre 2011, l'École a signé une convention de partenariat avec l'École nationale de l'aviation civile et l'université Tsinghua qui a permis le lancement en mars 2014 à Pékin d'un MBA en formation continue spécialisé dans la gestion de l'aviation et de l'aéronautique (Executive MBA in aviation and aeronautics management) s'adressant à des cadres du secteur aéronautique. Entre 2013 et 2016, l'École a proposé un programme MBA en commun avec la Solvay Brussels School of Economics and Management.

#### d.school Paris
Dans le cadre d’une IDEFI (Initiative d’excellence à la formation innovante) pour un appel à projets du Ministère de l’enseignement supérieur et de la recherche, l’École et ses partenaires se sont associés pour créer une école de design adossée à une formation d'ingénieur, formant les ingénieurs de l'École à de nouvelles méthodes de création issues du design thinking.
La d.school Paris de l'École nationale des ponts et chaussées dispense des cours d'innovation et de design thinking, notamment par le biais du programme ME310 en partenariat avec l'université Stanford, avec une forte dimension entrepreneuriale. Les élèves-ingénieurs de l'École peuvent notamment y effectuer leur troisième année.

#### Formation continue
L’École des Ponts ParisTech a développé une activité de formation continue. Ponts Formation Conseil est une filiale de l'École fondée en 1996 créée avec l'Association des anciens élèves Ponts Alumni (qui en est également actionnaire). 
Un cursus sensibilisant à l'architecture (la filière "structure et architecture"), permettant de jouir du titre d'ingénieur architecte, ainsi que du diplôme d'architecte via une formation supplémentaire, est proposé en parallèle au cursus Génie civil et construction. Cette formation est proposée en partenariat avec l'école d'architecture voisine, l'École d'architecture de la ville et des territoires à Marne-la-Vallée.

## Classements
Classements nationaux (classé en tant qu'École des Ponts ParisTech au titre de son diplôme d'ingénieur)
| Nom                | Année | Rang |
| ------------------ | ----- | ---- |
| DAUR Rankings      | 2024  | 3 =  |
| L’Étudiant         | 2025  | 10   |
| L’Usine Nouvelle   | 2025  | 4 =  |
| Le Figaro Étudiant | 2025  | 3 =  |

Classements internationaux (classé en tant qu'École des Ponts ParisTech au titre de son diplôme d'ingénieur)
| Nom                                                          | Année     | Rang (monde) | Rang (France) |
| ------------------------------------------------------------ | --------- | ------------ | ------------- |
| Global Employability University Ranking and Survey 2022-2023 | 2022-2023 | 156          | 14            |
| QS World University Rankings 2023                            | 2022      | 174          | 6             |
| Times Higher Education World University Ranking 2023         | 2022      | 251-300      | 6             |

L'École figure régulièrement parmi les meilleurs établissements de formation d'ingénieurs en France. Elle figure en outre régulièrement au premier plan international dans le domaine du génie civil.

## Partenariats et doubles diplômes

### Partenaires internationaux et doubles diplômes
D'une vocation historique à former des ingénieurs civils pour l'État français, l’École s'est progressivement internationalisée : 43 % des élèves d'une promotion obtiennent un double-diplôme à l'étranger, et 57 % effectuent un séjour à l'étranger durant leur scolarité.
Réseaux internationaux
L'École est membre de plusieurs réseaux internationaux de formation :
- Top International Managers in Engineering (T.I.M.E.)
- European Civil Engineering Education and Training (EUCEET)
- Deans' Forum
- IDEA League
- Programme de Formation d'Ingénieurs d'Excellence au Vietnam (PFIEV)

Doubles diplômes et échanges internationaux
Au fil des années, l’École des Ponts ParisTech a tissé un grand nombre de relations avec des partenaires du monde entier. L’École a signé de nombreux accords de coopération avec d'autres institutions académiques de premier rang. Parmi les choix ouverts aux étudiants au cours de leur scolarité, il est possible d'effectuer un double-diplôme dans un établissement partenaire (4 continents, 24 pays, 42 accords en 2018).
Il est aussi possible d'effectuer un échange d'un ou deux semestres dans le cadre d'accords bilatéraux (UC Berkeley, Georgia Tech, University of Chicago, Imperial College, ou Erasmus), ou encore d'effectuer des stages de recherche au sein des laboratoires de ces partenaires académiques.
En particulier, l’École entretient des relations très étroites avec le Brésil, la Chine et l'Espagne. En deuxième année du cursus ingénieur classique, un tiers de la promotion est issu d'accords d'échanges bilatéraux avec ces partenaires.
Chaque année, de nombreux élèves obtiennent un double-diplôme dans un établissement agréé par l’École, et fréquentent principalement les universités nord-américaines (Stanford, Massachusetts Institute of Technology, Berkeley, Princeton, Columbia, Polytechnique Montréal), anglaises (London School of Economics, Imperial College, Oxford, Cambridge) et asiatiques (Université de Tokyo, NUS, HKU).
En mai 2005, l'ENSTA ParisTech et l'École se rapprochent afin d'offrir la possibilité aux élèves de chacune de terminer leur cursus au sein du partenaire.

### Partenaires français et doubles diplômes
Partenaires académiques français
- Paris-Est Sup
- ParisTech
- l'École d'économie de Paris (dont l'école est membre fondateur)
- l'Université Paris sciences et lettres (PSL)
- l'École des ingénieurs de la Ville de Paris (EIVP)
- les écoles de formation du ministère de l'écologie
- la Conférence des grandes écoles

Doubles diplômes français
L'École permet également à ses élèves de poursuivre un double-diplôme en France avec les établissements suivants :
- l'école normale supérieure Paris-Saclay
- HEC Paris
- Sciences Po Paris
- la Paris School of Economics
- le Collège des ingénieurs
- l'IFP School
- l'École nationale de l'aviation civile[40]
- l'École des Ingénieurs de la ville de Paris

## Patrimoine

### Histoire de la bibliothèque des Ponts et Chaussées
La bibliothèque de l’École porte le nom de bibliothèque Lesage, nommée après l'ingénieur des ponts et chaussées Pierre-Charles Lesage (1740-1810), directeur des études et considéré comme le premier bibliothécaire de l'École. Celui-ci est en effet le premier à documenter l'histoire de l'institution et du corps des ponts et chaussées, notamment au travers d'une notice historique sur Jean-Rodolphe Perronet et ses travaux. Il lègue aussi à l'École une importante collection lithologique réunie autrefois par Perronet et qu'il avait acquise à sa mort, composée de plus de sept cents échantillons classés et étiquetés, accompagnée de nombreux tableaux relatifs à la provenance, au poids et à la résistance des matériaux, qui a servi de base et de point de départ aux collections minéralogiques de l'École.
La bibliothèque est ainsi créée dès le XVIIIe siècle à partir des documents directement liés aux besoins de l’enseignement. Ses collections de cartes, de plans, de manuscrits, de livres imprimés et d’archives ont été enrichies par des legs, des dons et des achats effectués par l'École, la fondation des Ponts ou l'association des anciens auprès de l’administration des Beaux-Arts.
À partir de 1997, sur le campus de la Cité Descartes, la bibliothèque est située entre les ailes Vicat et Prony du bâtiment Carnot.
Au XXIe siècle, la bibliothèque de l'École se modernise et est surnommée "La source". L'École s'engage dans une démarche de données ouvertes en mettant à disposition du grand public les collections documentaires historiques, scannées ou photographiées. Les documents sont publiés sur le site de la bibliothèque numérique, sur la section Archives du site de l'École, et sur la plateforme Gallica de la Bibliothèque nationale de France.

### Fonds patrimonial
Son fonds documentaire est composé d'environ quinze mille ouvrages physiques en accès libre, auxquels s'ajoutent deux cent mille documents physiques constituant le fonds documentaire patrimonial et contemporain de l’École. Le fonds physique est complété par douze mille livres numériques et quinze mille revues scientifiques accessibles à distance.
L'École dispose en outre d'une collection de vingt-deux bustes de grands scientifiques du XVIIIe au XXe siècle, en marbre ou en pierre de Lens, réalisés par de grands sculpteurs (Aristide Rousaud, Georges Guiraud, Henri Chapu, Pierre Bouret, Jehan du Seigneur, Jules Salmson, Henry Cros, François Masson, Firmin Michelet, Charles Vital-Cornu, Aimé Charles Irvoy). D'abord exposés dans la salle des pas perdus de l’école rue des Saints-Pères depuis le milieu du XIXe siècle, ils sont conservés depuis 2008 dans les locaux de Champs-sur-Marne.
Une collection de tableaux des anciens directeurs de l'École, depuis Jean-Rodolphe Perronet, est conservée en réserve et régulièrement prêtée pour diverses expositions.

## Association des anciens

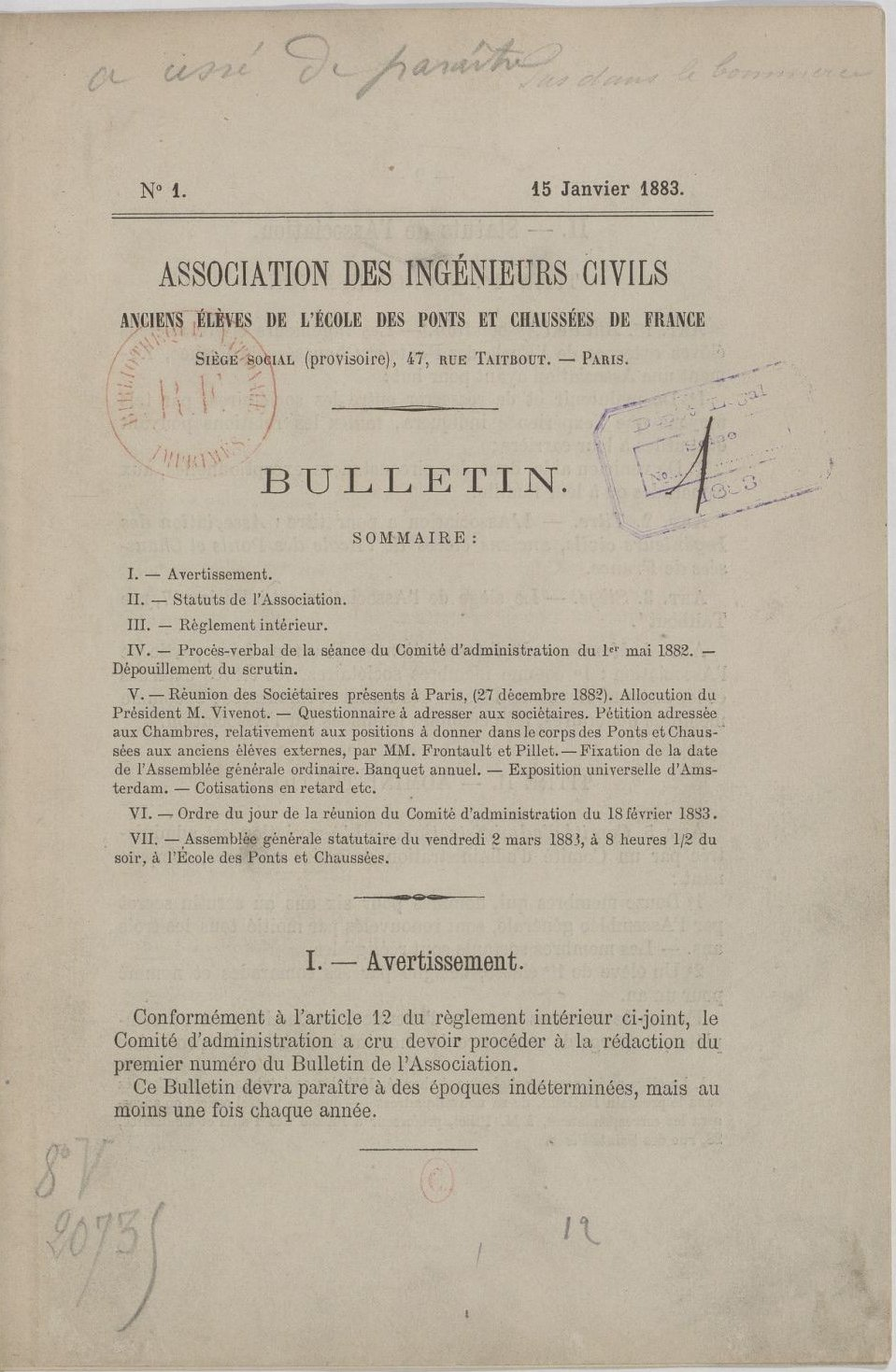
Premier numéro du bulletin de l'association des anciens élèves, 15 janvier 1883

L’Association amicale des ingénieurs anciens élèves de l'École nationale des ponts et chaussées a été créée en 1860 avec pour objectif de « réunir les membres de l’association par les liens d’une amitié durable » et « donner à chacun les moyens de transmettre à ses confrères, et de répandre dans le public les connaissances qu’il aura acquises ». Son siège social était situé 47 rue Taitbout à Paris. Le premier bulletin de l'association paraît le 15 janvier 1883. Elle est reconnue d’utilité publique par décret du 1er juin 1885.
L'association a porté plusieurs noms à travers l'histoire, notamment Association des diplômés de l'École des ponts et chaussées et Ponts Alliance. Elle porte aujourd'hui le nom de Ponts Alumni. Son siège social est situé à la Maison des Ponts, 42 rue Boissière, à Paris.
Elle regroupe en 2020 un peu plus de 13 000 diplômés dans de nombreux secteurs à travers le monde. La vocation de l'association, limitée à l’origine aux seuls ingénieurs civils des ponts et chaussées, s’élargit aujourd'hui à l'ensemble des titulaires d’un diplôme délivré par l’École : diplôme d'ingénieur, master, doctorat, mastère spécialisé et MBA.

## Personnalités liées

### Enseignants
De nombreux spécialistes des disciplines historiques de l'École (la mécanique, la construction et l'architecture) y ont enseigné : le physicien Henri Navier et le mathématicien Gaspard-Gustave Coriolis en dispensent les cours au XIXe siècle, suivis au XXe siècle par les ingénieurs Paul Séjourné, Jean Résal, Albert Caquot, Jean Salencon. De nombreux architectes ont aussi enseigné à l'École, comme Charles-François Mandar au XVIIIe siècle, Ferdinand de Dartein au XXe siècle, et Marc Mimram au XXIe siècle.
Le développement du chemin de fer, dont sont chargés les ingénieurs du corps, y favorise l'émergence d'un enseignement spécifique des machines, par le physicien Émile Clapeyron, responsable du cours de machines à vapeur à partir de 1844. L'étude des sols et la géologie se développent aussi progressivement, avec les cours du minéralogiste Armand Dufrénoy et du spéléologue Louis de Launay.
En mathématiques, le cours d'analyse est notamment donné par les mathématiciens Édouard Collignon et Edmond Maillet. Maurice d'Ocagne y enseigne la géométrie de 1895 à 1936.
Le personnel enseignant de l'École compte aussi d'importants économistes dispensant les cours d'économie générale et d'économie politique et sociale tels Henri Baudrillart, Charles Gide, Louis Marlio et Clément Colson.
Parmi les enseignants passés et actuels de l'École figurent les personnalités suivantes. Plusieurs en ont également été élèves auparavant.

### Directeurs de l'école
Le premier directeur de l'École est Jean-Rodolphe Perronet, à partir de sa création en 1747 et pendant quarante-sept ans.
L'encyclopédiste Gaspard de Prony dirigera l'École pendant quarante-et-un ans, n'ayant de cesse d'insister sur la nécessité des sciences et techniques pour le développement du pays. Le 20 thermidor an VIII, concluant le discours de la séance publique de distribution des prix aux élèves, assure que « l'école des ponts et chaussées, qui depuis plus d'un demi-siècle, a fourni à la France tant d'ingénieurs, objets de l'émulation et modèles de ceux des nations voisines, cette école où les différents états de l'Europe ont toujours ambitionné et ambitionnent encore de faire instruire les hommes qu'ils distinguent aux plus grands travaux, soutiendra sa réputation et sa gloire ; et les succès des élèves, formés dans son sein, fourniront des preuves éclatantes et durables de la puissante influence que peuvent avoir, sur la prospérité publique, la protection et les encouragements accordés aux sciences et aux arts ».
Les personnalités suivantes, souvent aussi anciens élèves de l'École, l'ont dirigé à différentes époques :
- Jean-Rodolphe Perronet, premier directeur, de 1747 à 1794
- Jacques Élie Lamblardie, de 1794 à 1797
- Antoine de Chézy, de 1797 à 1798
- Gaspard de Prony, de 1798 à 1839
- Louis Bruyère, en 1810 (temporairement)
- Jean Bernard Tarbé de Vauxclairs, de 1839 à 1842
- François-Alexandre Cavenne, de 1842 à 1855
- Sophie Émile Philippe Avril, de 1855 à 1867
- Camille Onfroy de Bréville, de 1867 à 1869
- Léonce Reynaud, de 1869 à 1873
- Charles Auguste Jégou d'Herbeline, de 1873 à 1877
- Léon Lalanne, de 1877 à 1881[101]
- François Pierre Tarbé de Saint-Hardouin, de 1881 à 1883
- Louis Henri Planchat, de 1883 à 1886
- Philippe Lagrange, de 1886 à 1889
- Paul Guillemain, de 1889 à 1893
- Louis Jean Baptiste Gay, de 1893 à 1899
- Théophile Luc Ricour, de 1899 à 1901
- Auguste Guinard, de 1901 à 1905
- Auguste Kleine, de 1906 à 1920
- Toussaint Le Grain, de 1920 à 1930
- Louis Suquet, de 1930 à 1940
- Louis Grelot, de 1941 à 1958
- André Brunot, de 1958 à 1967
- André Thiébault, de 1967 à 1983[102]
- Bernard Hirsch de 1983 à 1988
- Jacques Lagardère, de 1989 à 1994[103] et de 1994 à 1999[104]
- Pierre Veltz, de 1999 à 2003
- Philippe Courtier, de 2004 à 2012[105]
- Armel de La Bourdonnaye, de 2012 à 2017[106]
- Sophie Mougard, 2017-2022
- Anthony Briant, à partir de 2022

### Anciens élèves et diplômés

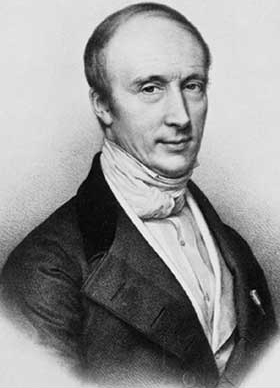
Augustin Louis Cauchy

Plusieurs figures de l'histoire du génie civil sont issues de l'École depuis sa création en 1747. L'ingénieur Henri Navier est à l'origine de la construction de plusieurs ponts suspendus. Louis Vicat invente le ciment artificiel. Eugène Belgrand, directeur du service des eaux de Paris, participe à la rénovation de Paris voulue par Napoléon III. Paul Séjourné se spécialise dans la construction de grands ponts en maçonnerie. Après 1898, Fulgence Bienvenüe est l'auteur du métro de Paris, tandis que René Waldmann est l'auteur de celui de Lyon. Eugène Freyssinet invente le béton précontraint et fonde la Société technique pour l’utilisation de la précontrainte qui deviendra plus tard Freyssinet. Albert Caquot s'illustre par la réalisation de nombreux ouvrages en béton armé avec plus de trois cents ponts et barrages de tous types. Plus tard, au XXe siècle, Paul Andreu est l'architecte de l'aéroport de Roissy-Charles-de-Gaulle. Michel Virlogeux conçoit le viaduc de Millau. L'architecte et ingénieur Marc Mimram est l'auteur de nombreux ouvrages d'art et d'équipements publics.

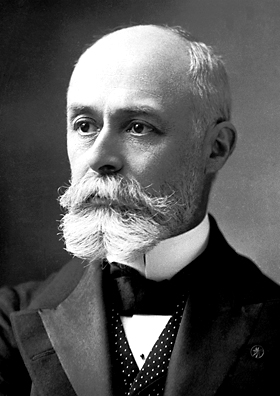
Henri Becquerel

Plusieurs figures de l'histoire du génie mécanique et de la physique sont issues de l'École : Adhémar Barré de Saint-Venant fait avancer la connaissance de la résistance des matériaux et de la mécanique des fluides. Gaspard-Gustave Coriolis met en évidence la force de Coriolis et la notion de travail d'une force. Henri Becquerel, auteur de travaux sur la radioactivité spontanée et qui donna son nom à l'unité de mesure correspondante, reçoit le Prix Nobel de physique en 1903. Jean-Baptiste Biot énonce avec le physicien Félix Savart la loi de Biot-Savart. Augustin Louis Cauchy est l'auteur de travaux majeurs en mathématiques des suites, des séries entières, de la théorie des groupes, ainsi qu'en optique, sur la propagation des ondes électromagnétiques. Henri Navier s'illustre aussi en mécanique des fluides, en formulant par exemple l'équation de Navier-Stokes. Augustin Fresnel fait progresser les connaissances scientifiques en optique. En mécanique des fluides, Henry Darcy énonce la loi de Darcy et l'équation de Darcy-Weisbach.
De nombreux diplômés figurent parmi les dirigeants et membres des conseils des institutions scientifiques et techniques nationales. Dès 1798, vingt-sept diplômés figurent parmi la Commission des sciences et des arts formant l'expédition d’Égypte de Napoléon Bonaparte. Aux XXe et XXIe siècles, plusieurs organisations françaises scientifiques ont été dirigées par d'anciens élèves de l'École : le CNRS (par Bernard Larrouturou, René Pellat et Édouard Brézin), le CNES (Réne Pellat), le Centre scientifique et technique du bâtiment (Étienne Crépon et Alain Maugard), l'INRIA (Bernard Larrouturou), le BEA (Paul-Louis Arslanian), l'Académie d'architecture (Bertrand Lemoine), l'IGN (Claude Martinand), la Commission internationale des grands barrages (Pierre Londe), Ligue nationale contre le cancer (Roger Gaspard), ParisTech (Pierre Veltz), l'établissement public Paris-Saclay (Pierre Veltz), l'Académie des sciences (Edouard Brézin).
À la fin du XXe  et au  XXIe siècles, on dénombre parmi les anciens élèves de l'École de nombreux dirigeants de grands entreprises de travaux publics : Xavier Huillard (Vinci), Pierre Berger et Benoît de Ruffray (Eiffage), François Bertière (Bouygues Immobilier), Saint-Gobain (Benoît Bazin). Plusieurs diplômés de l'école dirigent aussi de grandes entreprises dans le domaine des transports : Claude Martinand et Hubert du Mesnil (RFF), Pierre Graff (Aéroports de Paris), Philippe Essig (SNCF), Élisabeth Borne (RATP), Henri Poupart-Lafarge (Alstom), Thierry Mallet (Transdev). Enfin, certains anciens élèves ont dirigé des entreprises de secteurs industriels : François Ailleret (EDF), Pierre Suard (Alcatel Alsthom), Patrick Pélata (Renault), Antoine Frérot (Veolia), Xavier Fontanet (Essilor), Arnaud Poupart-Lafarge (Nexans), Dominique Vignon (Framatome).
Plusieurs diplômés se sont illustrés lors de conflits militaires : les généraux Louis Mutel de Boucheville, Charles Aymé, et Louis Alméras servent au XVIIIe, Christian Quesnot au XXe siècle. Après la Seconde Guerre mondiale, certains élèves sont décorés et déclarés Compagnons de la Libération pour leur action comme résistants à l'intérieur ou combattants à l'extérieur du territoire, comme Bernard Hirsch, Raymond Aubrac, Jean Bertin, Pierre Pène, Roger Gaspard, Pierre Ruais, Raymond Decugis, André Decelle, et André Boulloche.

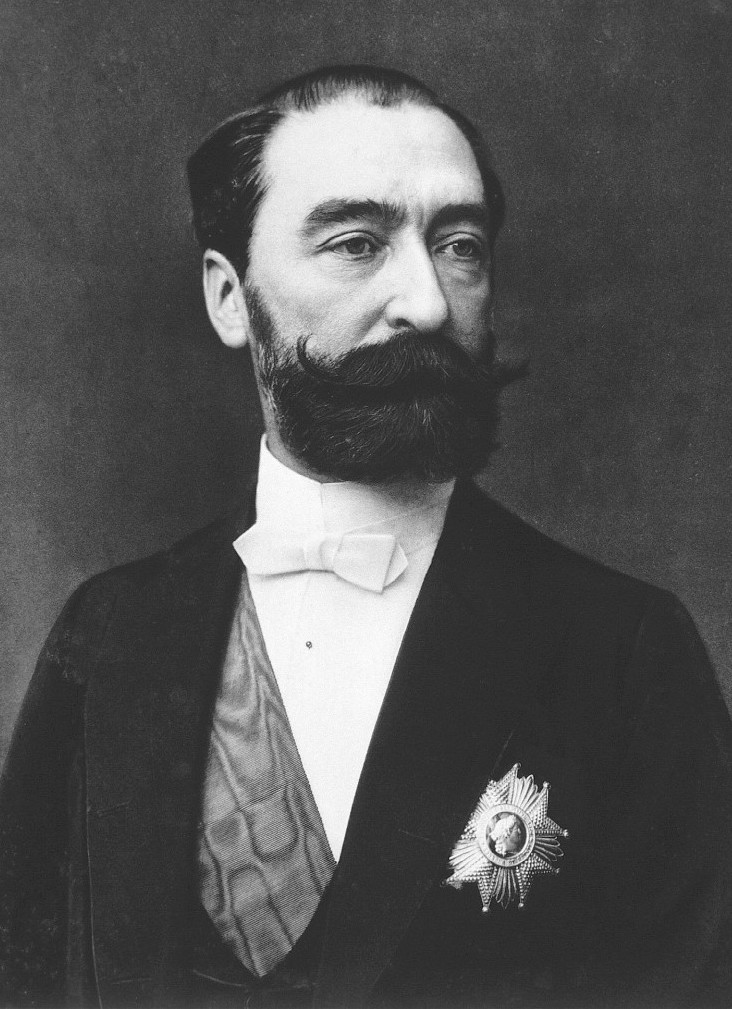
Sadi Carnot

Certains diplômés de l'École nationale des ponts et chaussées ont occupé des fonctions politiques ou joué un rôle politique en France. Sadi Carnot est président de la République française de 1887 à 1894. Plusieurs ont été ministres à différentes époques : Camille de Montalivet, Michel Graeff, Félix Lambrecht, Florent Guillain, Godefroy Cavaignac, Désiré-Jules Lesguillier et Albert-André Claveille au XIXe siècle, Christian Beullac au XXe siècle, et Élisabeth Borne – ministre des Transports de 2017 à 2019, de la Transition écologique et solidaire de 2019 à 2020, du Travail 2020 à 2022, Première Ministre à partir de 2022. Entre la création de l'école au XVIIIe siècle et 2010, plus de quarante anciens diplômés ont été élus députés, sénateurs, ou présidents de Conseils généraux. Certains diplômés internationaux ont, de même, occupé des fonctions politiques dans leur pays d'origine : Souphanouvong prend la présidence du Laos de 1975 à 1991. Sid Ahmed Ghozali dirige le gouvernement algérien entre 1991 et 1992. Charbel Nahas est ministre libanais des télécommunications puis du travail. Mohamed Boussaïd est ministre des Finances du Maroc de 2013 à 2018. Karim Ghellab est ministre des Transports du Maroc de 2002 à 2011.
On trouve enfin plusieurs anciens élèves de l'école dans le domaine économique : au XVIIIe siècle, Henri Navier établit l'un des premiers modes de calcul de l'utilité d'un équipement public. Jules Dupuit participe à la définition d'un taux d'imposition optimal. Au XIXe siècle, le haut fonctionnaire Clément Colson étudie les prix et les monopoles, ainsi que le service public. Au XXIe siècle, Jean Tirole reçoit le prix Nobel d'économie en 2014 pour son analyse du pouvoir de marché et de la régulation. Frédéric Lordon est économiste dont les positions rejoignent celles d'une partie de la gauche radicale française.